# ارگ کرکوک

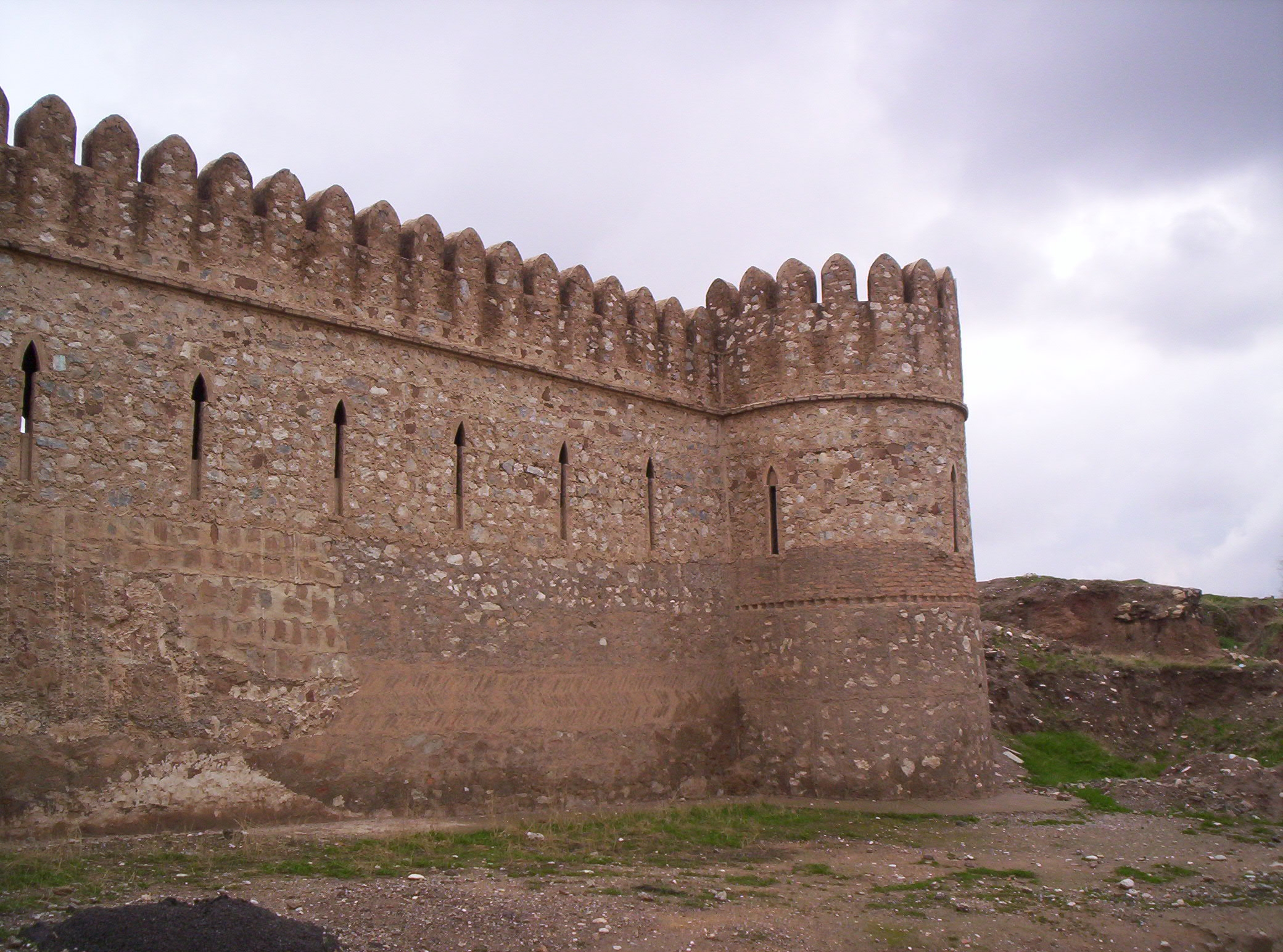
دیوارهای بیرون ارگ کرکوک

ارگ کرکوک (عربی: قلعة کرکوک،کردی:قه ڵای کە رکووک) در مرکز شهر کرکوک در عراق قرار گرفته‌است، و به عنوان قدیمی‌ترین بخش از شهر در نظر گرفته می‌شود. ارگ بر روی یک تپه به ارتفاع ۱۳۰ متر در یک فلات در سرتاسر رودخانه خاسا واقع شده‌است. اعتقاد بر این است که این ارگ بین سال‌های ۸۵۸ تا ۸۸۴ به عنوان دیوار نظامی آشور-ناصیر-پال دوم مورد استفاده قرار می‌گرفت. ارگ کرکوک به عنوان یکی از عوامل مهم در تاریخ ترکمن‌های عراقی یاد می‌شود، محلات و مناطق مهم ترکمانان کرکوک در داخل و اطراف ارگ منتهی می‌شود.